# 南部祐長
南部 祐長（なんぶ すけなが）は、南北朝時代から室町時代の武将。

## 出自
南部義行の子として茂時・信長・為重らの弟とも、南部茂時の子ともされる。この付近の南部氏系譜は異同が多く、系譜上の位置関係・名称に混乱があり血縁関係ははっきりしない。
『寛政重修諸家譜』で祐長は兄・為重とともに茂時の子とされる。『身延町誌』では茂行とあり義行の子で義重・茂時・信長・仲行の弟。『南部町誌』は複数の系譜を収録するが、全て茂行で、そのうち「参考諸家系図」の一系図では別名を政光・茂仲としている。

## 生涯
正平15年（1360年）6月5日、公泰請して叔父茂行を陸奥国津軽田舎郡冬井、日野間両郷、并に外ケ浜野尻郷を相伝領掌するという（『南部史要』）。ただし『身延町誌』はこの件について、相伝領掌した南部雅楽助は三戸の茂行だと推定されたと述べた上で、これは波木井南部氏の南部政光のこととする。
また、『南部史談会誌』では祐長について、茂時の子・茂行の別名とする記述があると指摘している。